# 哈魯斯
哈魯斯（泰雅語：Halus）是台灣泰雅族傳說中的巨人，因為經常欺凌族人而被族人殺害。

## 傳說
據說哈魯斯的陽具若伸長豎立，甚至比合歡山還高。部落發生洪水時，族人拜託哈魯斯將他的陽具當作渡橋，女子可以平安過橋，但男子踏上去卻會搖晃而落水。之後，哈魯斯開始調戲並侵犯婦女。族人終於決定消滅牠。
某日，族人對哈魯斯說要一起去打獵，族人會將大鹿趕下山，牠只要在山下等待，就能吃到美味鹿肉。沒想到，族人以烈火燃燒巨石，讓巨石滾下山，哈魯斯一口吞下滾燙的巨石，口腹被燒爛，隨即一命嗚呼。